# 이세현
이세현(중국어 정체자: 李世賢,, 병음: Li Shixian, 1834년 ~ 1865년)은 태평천국의 지도자 중 한 사람으로 시왕에 봉해졌다. 광서성 등현 출신으로 충왕 이수성의 사촌에 해당된다.

## 생애
태평천국은 천경사변과 익왕 석달개의 이탈로 심각한 인력 부족에 빠졌다. 이세현은 용맹한 장수로 인정받아 중용되었고, 1858년 함풍 8년에는 조군의 주장에 임명되었다가 함풍10년에 시왕(侍王)에 봉해졌다.
1860년, 제2차 강북대영 공략, 제2차 강남대영 공략에 참가했다. 이듬해 1861년, 절강에 진군해 진화를 함락시키고, 그곳을 태평천국의 절강 근거지로 삼았다. 그러나 1862년(동치 원년)에 천경(남경)이 상군에 포위되었기 때문에, 진화에 있는 부하 이상양을 떠나 천경으로 향했다.
1864년(동치 3년), 천경의 식량 부족이 심각한 수준에 달하자 식량 확보를 위해 강소성을 돌아다니고 있었지만, 7월에 천경이 함락되었다. 어린 천왕 홍천귀복은 이현세군에 합류하려 했지만, 이세현이 광동성에 있었기 때문에 뜻을 이루지 못하고 청나라군에 사로잡혔다. 이세현은 복건성을 돌아다니다 10월에는 장주를 점령하고 근거지로 삼으려 했지만, 좌종당의 매서운 공격을 마주하게 되었다.
1865년 5월에 자신이 이끌던 병력이 괴멸당하며, 부하인 유조균과 반기료를 잃었다. 8월에 광동 진평의 강왕 왕해양이 이끄는 태평천국군 아래로 도망쳤지만, 며칠 후 왕해양에게 살해당했다.

## 같이 보기
- 제2차 강남대영 공략
- 제2차 강북대영 공략